# HD 10647
HD 10647 (q¹ Eridani) — звезда в созвездии Эридана на расстоянии около 56,57 световых лет от нас. Вокруг звезды обращается, как минимум, одна планета.

## Характеристики
HD 10647 представляет собой звезду 5,52 видимой звёздной величины, которую можно наблюдать невооружённым глазом. Впервые упоминается в каталоге Генри Дрейпера, составленном в начале XX века. Это жёлто-белый карлик главной последовательности, имеющий массу и радиус, равные 1,11 и 1,10 солнечных соответственно. Температура поверхности HD 10647 составляет около 6218 кельвинов. Светимость звезды равна 1,41 солнечной. Возраст звезды оценивается приблизительно в 1,4 миллиарда лет.

## Планета
В 2003 году было объявлено об открытии планеты HD 10647 b в системе. Она имеет массу, равную 93 % массы Юпитера и совершает один оборот вокруг родительской звезды за 1003 суток. Орбита планеты находится на расстоянии 2,03 а.е. от родительской звезды. Открытие было совершено методом доплеровской спектроскопии.

## Ближайшее окружение звезды
Следующие звёздные системы находятся на расстоянии в пределах 20 световых лет от HD 10647:
| Звезда    | Спектральный класс | Расстояние, св. лет |
| χ Эридана | G5-8 IV-II / ?     | 3,0                 |
| HIP 5812  | M3 V               | 4,4                 |
| HIP 5812  | M4 V               | 4,9                 |
| GJ 1049   | M0 Ve              | 9,1                 |
| ι Часов   | G0 Vp              | 9                   |
| GJ 3141   | M V                | 9,6                 |
| ν Феникса | F8 V               | 11                  |
| HD 4391   | G1-5 IV            | 13                  |
| α Гидры   | F0 V               | 17                  |
| κ Тукана  | F6 IV              | 19                  |